# フィーバーメガポリス
フィーバーメガポリスは、1996年2月にSANKYOが発売した、立体的なドラムを搭載しているパチンコ機のシリーズ名。
フィーバーメガポリスSPの1機種がある。

## 概要
ドラム型のデジパチ。全8種類の図柄のうち、7図柄かF図柄のいずれかが揃うと次回大当たりまで継続する、小当たりの確変に突入する。確変中はミニデジタルの確率が通常時の1/3から29/30にアップする。確変終了後は50回転の時短モードに突入する仕様で、時短中の小当たり確率は、通常時と同じだが、ミニデジタルの回転時間が通常時は約29秒のところ、約5.1秒に短縮される。本機には、確変終了後以外にも時短モードが存在しており、電源投入直後から最初の大当たりまでは、この時短モードと同じ状態になっている。

## スペック
- フィーバーメガポリスSP
  - 賞球数 7&15
  - 大当たり最高継続 16R
  - 大当たり確率 1/241
  - 確変突入率　1/4
  - 時短突入条件　確変終了後50回転まで

## 図柄
- F
- 7
- K
- 5
- 宇宙船
- 3
- V
- A

## 演出
通常時は、ミニデジタルで小当たりに当選すると、0.3秒×1回電チューが開放される。確変状態と時短中の場合は、0.9秒×2回電チューが開放される。

左→右の順番で図柄が停止した際に、大当たり図柄が有効ライン上に揃えばノーマルリーチとなる。他には、ノーマルリーチ時に予告演出を伴うパターンと、左右の図柄が揃った状態で同時に回転するパターン、全図柄が揃った状態で回転する全回転パターンのリーチアクションもある。ノーマルリーチは予告の有無に関わらず、中出目が高速回転かスロー回転のいずれかに発展することがある。左右同時回転アクションは、左右の出目が停止するまでは中出目のみ高速回転し、左右停止後はスロー回転に移行する。全回転アクションは、そのまま全ての図柄が同時に停止するか、左右のみ停止して、中出目はスロー回転に移行する2パターンに分かれる。

## コンシューマ移植
- 本家SANKYO FEVER 3 実機シミュレーション（スーパーファミコン用）
  - 『本家SANKYO FEVER 3 実機シミュレーション』（スーパーファミコン用、BOSSコミュニケーションズ、1996年8月30日発売、SHVC-A37J-JPN、JAN-4511974100024）にフィーバーメガポリスSPが収録。
- SANKYO FEVER実機シミュレーション Vol.1（PlayStation用）
  - 『SANKYO FEVER実機シミュレーション Vol.1』（PlayStation用、ティー・イー・エヌ研究所、1996年3月8日発売、SLPS-00264、JAN-4997940200019）にCRフィーバーメガポリスSPが収録。
- SANKYO FEVER実機シミュレーションPC Vol.1（Windows 95用）
  - 『SANKYO FEVER実機シミュレーションPC Vol.1』（Windows 95用、ティー・イー・エヌ研究所）にフィーバーメガポリスSPが収録。

## サウンドトラック
- 『SANKYO FEVER SOUNDS ザ・パチンコ・ミュージック・フロム・SANKYO 6』 キングレコード、1998年8月21日。KICA-1214。
  - BGMが収録されている。